# Tillandsia 'Pink Champagne'
Tillandsia 'Pink Champagne' es un cultivar híbrido del género Tillandsia perteneciente a la familia Bromeliaceae.
Es un híbrido creado con las especies Tillandsia ionantha × Tillandsia 'Druid'.